# Hydrellia cardamines
Hydrellia cardamines är en tvåvingeart som beskrevs av Alexander Henry Haliday 1839. Hydrellia cardamines ingår i släktet Hydrellia och familjen vattenflugor. Arten är reproducerande i Sverige. Inga underarter finns listade i Catalogue of Life.